# Programmatore (musica)
In ambito musicale il programmatore è colui che produce musica o suoni di vario genere servendosi di dispositivi elettronici, come PC o sequencer, drum machine, vocoder, sintetizzatori e campionatori. Questa figura, attiva nell'ambito della musica elettronica dagli anni novanta, opera prevalentemente nei settori della musica EDM e hip hop, ma anche nel rock e nel pop.